# صامويل فولا
صامويل فولا (بالإنجليزية: Samuela Vula)‏ (22 أغسطس 1984 بفيجي - ) هو لاعب كرة قدم فيجي في مركز الدفاع. شارك مع منتخب فيجي لكرة القدم. أما مع النوادي، فقد لعب مع Rewa F.C. ‏ وSuva F.C. ‏.

## وصلات خارجية
- صامويل فولا على موقع الاتحاد الدولي (مؤرشف)  (الإنجليزية)
- صامويل فولا على موقع قاعدة بيانات كرة القدم.إي يو (الإنجليزية)
- صامويل فولا على موقع ناشيونال فوتبول تيمز (الإنجليزية)